# Johannes Vilar
Johannes Vilar (* 23. Januar 1942 in Palamós) ist ein in Deutschland lebender spanischer Mediziner, römisch-katholischer Priester in der Prälatur Opus Dei, Seelsorger und Theologe.

## Leben
Johannes Vilar wurde in Palamós, Katalonien geboren. Nach dem Abitur in Girona (1958) studierte er Humanmedizin in Barcelona, Valladolid und Salamanca. 1966 legte er in Salamanca das Lizenziat in Medizin und Chirurgie ab. 

Dem Opus Dei war er 1958 beigetreten, dem Gründer ist er erstmals 1960 begegnet. Von Oktober 1964 bis Juli 1967 lebte Vilar in Rom, wo er an der Lateran-Universität Philosophie und Theologie studierte. Das Theologie-Studium schloss er 1966 mit dem Lizenziat und 1967 mit der Promotion mit der moraltheologischen Arbeit „El dolor. Condicionamiento y valoración en la Persona“ ab. Am 26. August 1967 wurde er in Segovia zum Priester geweiht und lebte danach in Barcelona. 
 Bereits 1968 übersiedelte er nach Deutschland, wo er zunächst in Bonn und Köln als Studentenseelsorger wirkte, später in der Erwachsenenbildung als Seelsorger und Dozent in Bonn, Essen, München und Köln. Seit 2018 lebt er in Münster.
Er hat zahlreiche Fachartikel auf Deutsch und Spanisch veröffentlicht, schwerpunktmäßig zu Moraltheologie, Spiritualität und medizinisch-ethischen Grenzfragen.
Außerdem arbeitet er bei dem nicht-kommerziellen internationalen Portal evangeli.net mit, das u. a. kurze Betrachtungen zum Tagesevangelium veröffentlicht.

## Veröffentlichungen (Auswahl)

### Bücher
- Antropología del dolor. Sombras que son luz. EUNSA, Pamplona 1998. 208 S. ISBN 978-84-313-1649-5
- Mut zur Familie. Ehe- und Familienleben und seine gesellschaftliche Bedeutung. Stella Maris Verlag, Buttenwiesen 2001. 137 S. ISBN 978-3-934225-16-9
- Die Welt und der Christ (Meilensteine der Spiritualität des heiligen Josefmaria Escrivá). Fassbaender Verlag, Wien 2010. 384 S. ISBN 978-3-902575-16-6 (Rezensionen in der Tagespost[6] und auf kathnews[7])
- Preces selectae. (als Hrsg.). Adamas-Verlag, Köln 1987 (3. Auflage 2013). 286 S. ISBN 978-3-937626-18-5
- Nazaret. Leben und Arbeit der Heiligen Familie. Bernardus-Verlag, Aachen 2016. 505 S. ISBN 978-3-8107-0233-3

### Zeitschriften-Beiträge
- Psychologische Zusammenwirkung der Strukturelemente der ehelichen Liebe. Persona y Derecho:  Revista de fundamentación de las Instituciones Jurídicas y de Derechos Humanos 1 (1974), S. 283–315
- Die Abtreibung als Konflikt zwischen menschlichem Gewissen und willfährigem Staatsrecht. Persona y Derecho 2 (1975), S. 337–382
- Dolor y Personalidad. Revista de Psicología general y aplicada 138 (1976), S. 51–72
- El Dolor: Condicionamiento y valoración en la Persona. Scripta Theologica 1 (1977), S. 129–197
- Biologische Manipulierbarkeit der menschlichen Sexualität. Arzt und Christ 4 (1978–79), S. 187–212
- Tiempo para vivir – Tiempo para morir. (Consideraciones acerca de la Eutanasia). Persona y Derecho 10 (1982), S. 235–259
- Forschen und Machen in der Genetik: In-Vitro-Fertilisation unter medizinisch-ethischem Aspekt. Forum Katholische Theologie 1,2 (1985), S. 117–139
- Eigener und fremder Schmerz (Natur und Sinn des Leidens). Arzt und Christ 31 (1985), S. 124–150
- Die Wirkung der hormonalen Kontrazeptiva und ihre praktische Anwendung. Berliner Ärzteblatt 101,8 (1988), S. 258–265
- Das Menschenbild der Wissenschaft (Zur Anthropologie der technischen Forschung). Annales Theologici 2 (1988), S. 369–400
- El hombre y el dolor, una perenne contienda. Atlántida (Revista del pensamiento actual) II, 5 (1991), S. 35–43
- Familienleben, Erziehung und gesellschaftliche Ausstrahlung – Die Lehre vom seligen Josefmaria Escrivá über Ehe und Familie. Fidelium Iura 5 (1995), S. 175–240
- El sufrimiento del hombre y la Cruz de Cristo. Folletos Mundo Cristiano Nr. 621. Madrid 1996
- Was ist der Schmerz? Imago Hominis III,2 (1996), S. 89–99
- Darf Mitleid ein Grund zur Tötung sein? Imago Hominis VI,2 (1999), S. 131–142
- Einheit des Lebens – Zur Heiligsprechung von Josefmaria Escrivá. Theologie und Glaube 92, 4 (2002), S. 564–574
- Das Ich und die Demut. Mariologisches, 10. Januar 2002, S. 5–7
- Der Streit in der Fundamentalmoral heute. Christliches ABC heute und morgen 3 (2003), S. 577–588
- Die Berufung zur Heiligkeit für alle Getauften auf dem Fundament der Gotteskindschaft. Theologisches 33, 1 (2003), S. 41–50
- Was weiß die Postmoderne von der Sinnfrage? Selbstverwirklichung und Menschenbild. Forum Katholische Theologie 22,4 (2006), S. 241–274
- Das Taufpriestertum und seine Implikationen für die Arbeit des Menschen. Forum Katholische Theologie 27,4 (2011), S. 281–307
- Maria auserwählt zur Mutter Gottes – Eine Botschaft der Freude. Mariologisches Jahrbuch Sedes Sapientiae 18,2 (2014), S. 165–196

### Beiträge in Sammelwerken
- Ethos und Manipulation im Aufbau der Familie. In: Zivilisation der Liebe – Perspektive der Moral (Klaus M. Becker, Hrsg.).  Verlag Wort u. Werk, Sankt Augustin 1981, S. 99–135
- Kontrazeption: Pharmakologie und Psychologie im Dienst der Manipulation. In: Befreiung vom objektiv Guten? (Johannes Bökmann, Hrsg.). Patris-Verlag, Vallendar 1982, S. 197–211
- Voraussetzungen für eine verantwortliche Elternschaft. In: Person, Ehe, Geschlechtlichkeit. (K. M. Becker – J. Eberle, Hrsg.). EOS Verlag, St. Ottilien 1989, S. 149–179
- Die Mutter Gottes als Mutter der Christen nach den Schriften des heiligen Josefmaria Escrivá. In: Sedes Sapientiae. Mariologisches Jahrbuch 8,1 (2004), S. 37–52